# Oskar Hansen
Oskar Valdemar Hansen, född 1895, död 1968, var en dansk journalist och sångförfattare.
Hansen blev 1911 medlem av Socialdemokratiets ungdomsförbund, men gick 1919 med i Danmarks Venstresocialistiske Parti, som senare kom att bli Danmarks Kommunistiske Parti, och arbetade som journalist för partiorganet Arbejdet, senare Arbejderbladet. 1922 återvände han emellertid till Socialdemokratiet, men tillhörde hela livet partiets vänsterflygel.
Hansen skrev även kampsånger, bland andra "Naar jeg ser et rødt Flag smælde" (1923) och "Danmark for Folket" (1934). Hans gårdssångarvisepastisch "De tre Musikanter" (1939) användes i tv-serien Matador.